# 新竹市立光華國民中學
新竹市立光華國民中學（英文：Hsinchu Municipal Guanghua Junior High School，光華譯Guanghua，亦譯Kuanghua，縮寫KHJH或GHJH）簡稱光華國中，是位於臺灣新竹市北區的市立國民中學。

## 校史
1956年（民國45年）該校前身新竹縣立第一女子中學奉令成立，首任校長曹金英。1959年廳令石宛珠女士掌校。1967年由王澤林主持本校。1968年實施九年國教、「省辦高中，縣市辦初中」，改制為新竹縣立光華國民中學。1971年陳秋炎接任校長。
- 民國68年（1979年）成立「南寮分部」，民國72年（1983年）8月獨立為「新竹市立南華國民中學」。
- 民國71年（1982年）學校所在北區改隸新制新竹市改制，稱新竹市立光華國民中學。
- 民國74年（1985年）李鳴飛調任該校校長。
- 民國78年（1989年）成立「三民分校」，民國80年（1991年）獨立為「新竹市立三民國民中學」。
- 民國79年（1990年）郭明德接任校長。
- 民國82年（1993年）吳勝國接任校長。
- 民國84年（1995年）黃綠秀接任校長。
- 民國88年（1999年）鍾光賜接任校長。
- 民國92年（2003年）段文慶接任校長。
- 民國100年（2011年）張峰旗接任校長。
- 民國105年（2016年）宋雨親接任校長。
- 民國111年（2022年）林茂成接任校長[1]。

## 外部連結
- 新竹市光華國中網站 （页面存档备份，存于）